# Julia Duffy
Julia Duffy, pierw. Julia Margaret Hinds (ur. 27 czerwca 1951 w Minneapolis) – amerykańska aktorka filmowa.

## Biografia i kariera
Julia Duffy urodziła się 27 czerwca 1951 w Minneapolis w stanie Minnesota jako Julia Margaret Hinds. Karierę aktorską rozpoczęła w 1972, grając w różnych operach mydlanych takich jak: Love of Life, Tylko jedno życie i The Doctors. Duffy wystąpiła również w filmach Night Warning i Cutter's Way w 1981. W 1982 zagrała rolę Rebeki Prout w serialu komediowym Zdrówko.
Duffy zagrała rolę nauczycielki Lindy Hayfer w serialu młodzieżowym Nickelodeon Drake i Josh. Wystąpiła również w innych serialach telewizyjnych jak Reba, Nie ma to jak hotel, Czarodzieje z Waverly Place, Melissa i Joey i wielu innych.

## Życie prywatne
W 1972 Duffy została absolwentką The American Academy of Dramatic Arts w Nowym Jorku. W 1984 wyszła za amerykańskiego aktora Jerry’ego Lacy’ego, z którym mają dwójkę dzieci, córkę Kerry Kathleen oraz syna Danny’ego.

## Filmografia
- 1972: Love of Life jako Gerry Braylee
- 1977: The Doctors jako Penny Davis
- 1977: Tylko jedno życie jako Karen Wolek Wolek
- 1982: Night Warning jako Julia
- 1982: Zdrówko jako Rebecca Prout
- 1992: Projektantki jako Allison Sugarbaker (VI seria)[1]
- 2001–2002: Reba jako pani Hodge
- 2003: Wielka przygoda prosiaczka Wilbura: Sieć Charlotty 2 jako Charlotta (głos)
- 2003: Głupi i głupszy 2: Kiedy Harry poznał Lloyda jako mama Jessiki
- 2004–2006: Drake i Josh jako Linda Hayfer
- 2005: Nie ma to jak hotel jako Martha Harrington
- 2008: Czarodzieje z Waverly Place jako pani Angela
- 2008: Wesołych świąt – Drake i Josh jako Linda Hayfer
- 2010: Melissa i Joey jako Myrna Sherwood

i inne